# 滇藏杜英
滇藏杜英（学名：Elaeocarpus braceanus）为杜英科杜英属下的一个种。

## 扩展阅读
- 維基物種上的相關：滇藏杜英